# Bafwasende
Bafwasende est une localité, chef-lieu du territoire éponyme de la province du Tshopo en République démocratique du Congo.

## Géographie

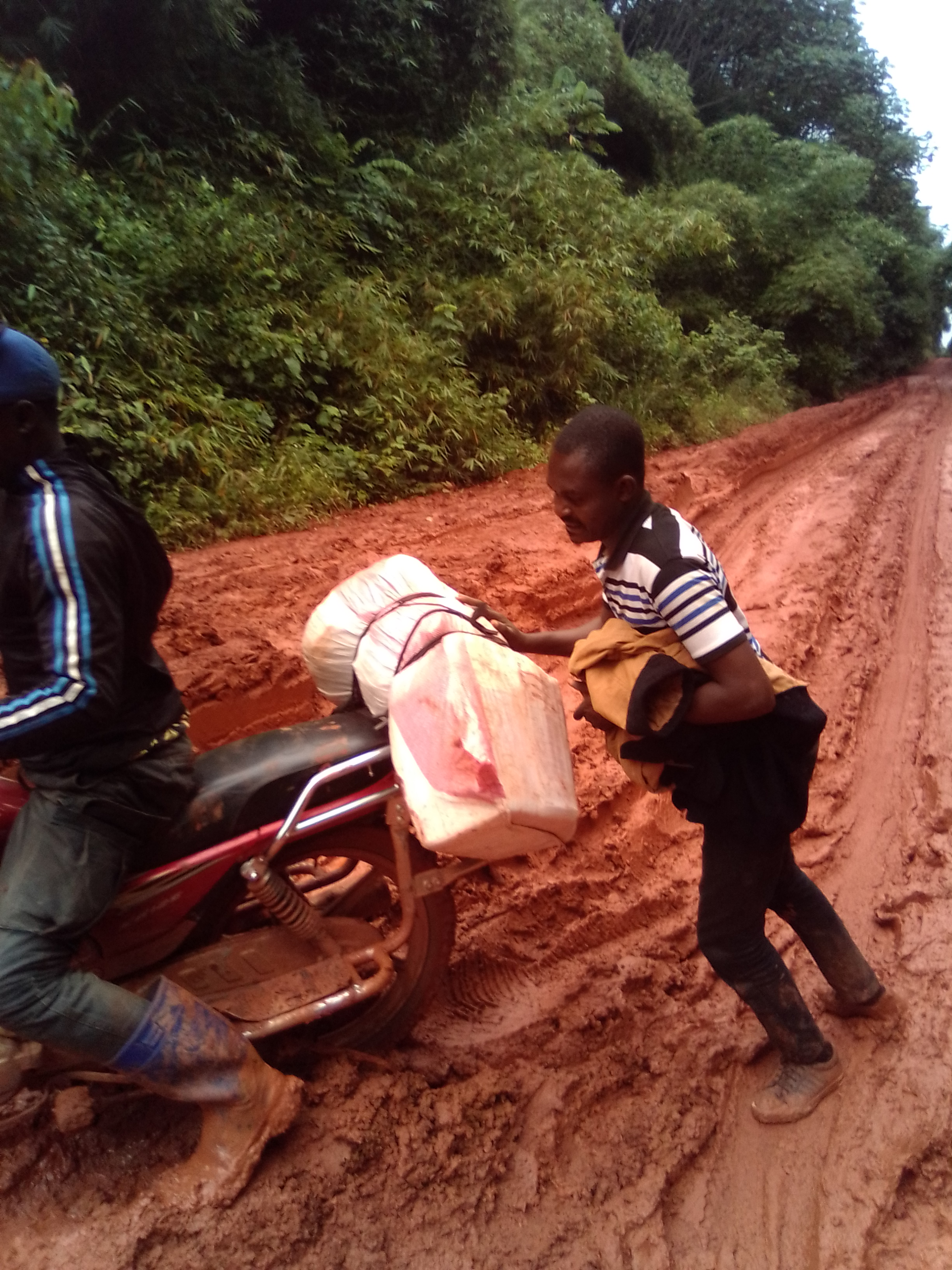
Sur la RN 4 en direction de Bafwasende.

Bafwasende est située sur la rive droite de la rivière Lindi. Elle est desservie par la route nationale 4 à 260 km à l'est du chef-lieu provincial Kisangani.

## Histoire
Bafwasende est fondée comme mission par les prêtres du Sacré-Cœur du temps du Congo belge.

## Administration
Chef-lieu territorial de 11 361 électeurs enrôlés pour les élections de 2018, elle a le statut de commune rurale de moins de 80 000 électeurs et  compte 7 conseillers municipaux en 2019.

## Population
Le recensement date de 1984,.
| 1984 | 2004   | 2012   |
| ---- | ------ | ------ |
| -    | 12 795 | 15 011 |